# Olympische Jugend-Sommerspiele 2010/Teilnehmer (Polen)
| Gelbes Symbol für Goldmedaillen mit stilisierten Olympischen Ringen | Graues Symbol für Silbermedaillen mit stilisierten Olympischen Ringen | Braundes Symbol für Bronzemedaillen mit stilisierten Olympischen Ringen |
| ------------------------------------------------------------------- | --------------------------------------------------------------------- | ----------------------------------------------------------------------- |
| 1                                                                   | —                                                                     | 5                                                                       |

Die Jugend-Olympiamannschaft aus Polen für die I. Olympischen Jugend-Sommerspiele vom 14. bis 26. August 2010 in Singapur bestand aus 43 Athleten.

## Athleten nach Sportarten

### Bogenschießen
| Mädchen - Aleksandra Wojnicka | Jungen - Maciej Jaworski |

### Boxen
Jungen
- Dawid Michelus
Bronze  Bantamgewicht

### Fechten
| Mädchen - Martyna Swatowska Bronze Degen Einzel Silber Mixed Mannschaft (im Team Europa 2) - Angelika Wątor | Jungen - Tomasz Kruk |

### Gewichtheben
| Mädchen - Milena Kruszyńska | Jungen - Patryk Słowikowski |

### Judo
Mädchen
- Maja Rasińska

### Kanu
| Mädchen - Joanna Bruska | Jungen - Igor Dolata - Patryk Sokół |

### Leichtathletik
| Mädchen - Katarzyna Dulak - Karolina Kołeczek - Sandra Malinowska - Aneta Rydz Bronze Hochsprung - Anna Wloka Bronze Kugelstoßen | Jungen - Krzysztof Brzozowski Gold Kugelstoßen - Sebastian Dobkowski - Filip Drozdowski - Adrian Józefowicz - Tomasz Kluczyński Silber Staffellauf (im Team Europa) - Wojciech Praczyk - Sebastian Wiszniewski |

### Moderner Fünfkampf
| Mädchen - Anna Maliszewska | Jungen - Karol Dziudziek |

### Radsport
| Mädchen - Monika Śur | Jungen - Michał Czerkies - Marek Kulas - Bartłomiej Wawak |

### Reiten
- Wojciech Dahlke
Gold  Springen Mannschaft (im Team Europa)

### Ringen
Mädchen
- Suzan Saeed Ali

### Rudern
Jungen
- Konrad Raczyński

### Schwimmen
| Mädchen - Klaudia Naziębło - Natalia Pawlaczek | Jungen - Marcin Cieślak Bronze 200 m Schmetterling - Mateusz Wysoczyński |

### Segeln
| Mädchen - Hanna Idziak - Sara Piasecka | Jungen - Robert Pellowski |

### Taekwondo
Jungen
- Marcin Anikiej

### Tischtennis
Jungen
- Konrad Kulpa

### Turnen
Jungen
- Łukasz Borkowski